# Kościuki
Kościuki (białorus. Касцюкі) – wieś w Polsce położona w województwie podlaskim, w powiecie białostockim, w gminie Choroszcz.
Wierni kościoła rzymskokatolickiego należą do parafii św. Jana Chrzciciela i św. Szczepana w Choroszczy, a prawosławni do parafii Opieki Matki Bożej w Choroszczy.

## Historia
Kościuki to dawna wieś duchowna, która w końcu XVIII wieku położona była w powiecie grodzieńskim województwa trockiego Wielkiego Księstwa Litewskiego. 
W latach 1929–1932 mieszkańcy Kościuk domagali się powstania w ich wsi szkoły z białoruskim językiem nauczania. 
Tuż po zakończeniu II wojny światowej kilkunastu prawosławnych mieszkańców wsi zostało zamordowanych na tle religijno-narodowościowym (część z nich w bestialski sposób). W marcu 1946 roku prawosławni mieszkańcy wsi deklarujący białoruską przynależność narodową ewakuowali się do Związku Radzieckiego. Ich miejsce zasiedlili  repatrianci zza linii Curzona. Przed wybuchem II wojny światowej ponad sto domów było zamieszkiwanych przez prawosławnych Białorusinów, którzy stanowili większość mieszkańców Kościuk. Wieś przynależała wówczas do parafii prawosławnej pw. Opieki Matki Bożej w Choroszczy. Tragiczne wydarzenia powojenne w Kościukach mają charakter czystki etnicznej.
W latach 1975–1998 miejscowość administracyjnie należała do województwa białostockiego.

## Inne
W obrębie wsi Kościuki na Babiej Górze znajduje się miejsce dawnego kultu pogańskiego, na którym w 1998 r. wzniesiono drewnianą kopię posągu Światowida za Zbrucza. Stanowiła ona lokalną atrakcję turystyczną i była jednym z elementów szlaku turystycznego Szlaku Światowida - trasy rowerowej łączącej Białystok z Narwiańskim Parkiem Narodowym. W lipcu 2009 r. figura ta została uszkodzona przez nieznanych sprawców. W styczniu 2018 r. figura bezpowrotnie zniknęła w niewyjaśnionych okolicznościach.